# Reba: Duets
Reba: Duets é um álbum de estúdio de Reba McEntire, o qual chegou ao número um na Billboard 200 em 2007.